# Las Vegas Aces 2018
La stagione 2018 delle Las Vegas Aces fu la 22ª nella WNBA per la franchigia.
Le Las Vegas Aces arrivarono seste nella Western Conference con un record di 14-20, non qualificandosi per i play-off.

## Roster
| N° | Naz.                     | Ruolo | Sportivo         | Anno | Alt. | Peso |
| -- | ------------------------ | ----- | ---------------- | ---- | ---- | ---- |
| 0  | Stati Uniti (bandiera)   | G     | Shoni Schimmel   | 1992 | 175  | 73   |
| 1  | Stati Uniti (bandiera)   | A     | Tamera Young     | 1986 | 188  | 77   |
| 3  | Stati Uniti (bandiera)   | C     | Kelsey Bone      | 1991 | 193  | 98   |
| 4  | Stati Uniti (bandiera)   | G     | Moriah Jefferson | 1994 | 168  | 55   |
| 5  | Stati Uniti (bandiera)   | A     | Dearica Hamby    | 1993 | 191  | 83   |
| 8  | Stati Uniti (bandiera)   | C     | Carolyn Swords   | 1989 | 198  | 95   |
| 10 | Stati Uniti (bandiera)   | G     | Kelsey Plum      | 1994 | 173  | 66   |
| 12 | Stati Uniti (bandiera)   | A     | Nia Coffey       | 1995 | 185  | 77   |
| 13 | Stati Uniti (bandiera)   | G     | Raigyne Louis    | 1994 | 178  | 69   |
| 15 | Stati Uniti (bandiera)   | G     | Lindsay Allen    | 1995 | 173  | 65   |
| 17 | Stati Uniti (bandiera)   | G     | Sequoia Holmes   | 1986 | 185  | 70   |
| 19 | Corea del Sud (bandiera) | C     | Park Ji-su       | 1998 | 195  | 93   |
| 21 | Stati Uniti (bandiera)   | GA    | Kayla McBride    | 1992 | 180  | 79   |
| 22 | Stati Uniti (bandiera)   | C     | A'ja Wilson      | 1996 | 196  | 88   |
| 31 | Stati Uniti (bandiera)   | GA    | Jaime Nared      | 1995 | 188  | 73   |

## Staff tecnico
- Allenatore: Bill Laimbeer
- Vice-allenatori: Vickie Johnson, Kelly Schumacher
- Preparatore fisico: Laura Ramus